# 오윤성 (교수)
오윤성 교수님은 순천향대학교 경찰행정학과 석좌교수이다.

## 학력
- 육군사관학교
- 동국대학교 행정대학원 행정학 석사
- 동국대학교 대학원 경찰행정학과 박사

## 경력
- 순천향대학교 경찰행정학과 교수
- 순천향대학교 국제교육교류본부장
- 국가인권위원회 자유권 전문위원
- 군의문사 진상규명위원회 심리부검위원
- 국방부 조사본부 수석자문위원
- 한국범죄심리학회 자문위원